# إيناس العباسي
إيناس العباسي (ولدت في تونس في 1 فبراير 1982) هي قاصة وشاعرة ومترجمة وكاتبة أدب طفل تونسية.

## أدبها
نُشرت أعمال إيناس العباسي في عدة صحف ومجلات ومواقع أدبية، من بيها: جريدتا «العرب» و«الزمان» (لندن)، وجريدة «الصحافة» (تونس)، وجريدة «الوطن» (الأردن) و«أخبار الأدب» (مصر)، ومجلات: «كتابات معاصرة» (لبنان) و«الحياة الثقافية» (تونس) و«كرز» (البحرين)، وملحق «الاتحاد الثقافي» (الإمارات)، وترجمت قصصها وقصائدها إلى الفرنسية والإنجليزية والكورية والسويدية والدنمركية.

### المؤلفات
- أسرار الريح (مجموعة شعرية، العالمية للنشر، تونس، 2004)[2]
- أرشيف الأعمى (مجموعة شعرية، دار شرقيات، القاهرة، 2007)[2]
- حكايات شهرزاد الكورية (أدب رحلات، الدار العربية للعلوم ناشرون، 2009): وهو مجموعة حكايات عن الحياة والثقافة والناس في كوريا.[4]
- -هشاشة مجموعة قصصية  2013 دار الفارابي. لبنان -شهقة كحل-شعر- دار جميرا 2015 -اشكل- رواية - عن دار روايات الإمارات  2016 -منزل بورقيبة رواية دار الساقي 2018 لبنان

### الترجمة
قامت إيناس العباسي بترجمة
-رواية «رو» أو «نهر صغير» للروائية الفييتنامية كيم ثوي عن الفرنسية، وهي تجريتها الأولى في الترجمة الأدبية
-صرخة صامتة –أنجيلا مارسونز ترجمة إيناس العباسي دار جميرا 2016
-شجرتي شجرة البرتقال الرائعة خوسيه ماورو دي فاسكونسيلوس صدر عن دار ميسكيلاني 2017

### الكتابة للطفل
خاضت إيناس العباسي تجربة الكتابة للطفل، وتولت في يوليو 2014 تأسيس وإدارة دار نشر متخصصة أنشئت باسم «دار النحلة الصغيرة للنشر».
من اصداراتها:
-شعري جميل. دار النحلة الصغيرة. My beautiful hair was
- translated and published in English
by Rosen Publishing House
-هل تأكل قطتي صغارها؟. دار النحلة الصغيرة.
-حين انقطعت الكهرباء.  دار النحلة الصغيرة.
-فتاة الفقافيع دا رجميرا
-سر اختفاء قطتي. دار البحيرة. فلسطين
-أين ذهب سني؟ دار كلمات.
- أحذية الكبار. دار كلمات.
SHOES OF THE GROWN-UPS was selected by IBBY
among the best  191 authors, translators and illustrators from over the world
for the honour list of 2017
-ليلى تخدع الذئب دار البنان لبنان

## مهرجانات أدبية شاركت فيها
- معرض مسقط الدولي للكتاب سنة 2018
- معرض تونس الدولي للكتاب سنة 2017
- معرض أبوظبي للكتاب سنة 2015 معرض رأس الخيمة للكتاب سنة 2015
- قراءات قصصية للأطفال في مسقط في الجمعية العمانية للكتاب سنة 2015.
- معرض الشارقة الدولي للكتاب سنة 2014
- مهرجان كوبنهاجن الدولي للآداب سنة 2012 وذلك بعد فوز قصتها «حرب» بجائزة المعهد الدنماركي والتي ترجمت للغة  الدنماركية ونشرت بالدنمارك.
- مهرجان طيران الإمارات للآداب لسنة 2010
- المهرجان الأدبي الآسيوي الأفريقي بكوريا الجنوبية (نوفمبر 2007)[2]
- مهرجان أدب الشباب (الأردن، يوليو 2007)[2]
- ملتقى أدب الشباب العربي (سلطنة عمان، أغسطس 2006)[2]
- شاركت في إقامة أدبية مدتها 6 أشهر في سيول بكوريا الجنوبية، ضمن برنامج يعنى بالتبادل الثقافي بين كوريا الجنوبية وبقية بلدان العالم، وذلك بهدف ترجمة رواية كورية إلى العربية من خلال اللغة الفرنسية،[2] وقد أثمرت هذه التجربة عن كتاب «حكايات شهرزاد الكورية».[7]·

## الجوائز
- جائزة أحسن كتاب شعري تونسي لسنة 2004، عن ديوانها «أسرار الريح».[2]
- جائزة «الكريديف» لسنة 2007 (من مركز البحوث والدراسات والتوثيق والإعلام)، عن «أرشيف الأعمى».[2]
- 2018: الجائزة الخاصة بلجنة التحكيم في الجوائز الأدبية الكومار الذهبي عن رواية منزل بورقيبة.